# Urge Overkill
Urge Overkill  est un groupe de rock alternatif américain, originaire de Chicago, dans l'Illinois. Formé en 1986, il est réputé pour sa pratique de la dérision et son attitude provocatrice. Ils se rendent célèbres par leur reprise de Neil Diamond, Girl, You'll Be a Woman Soon, qui figure sur la bande originale du film Pulp Fiction, qui devient un hit en 1994.

## Biographie
Kaatrud et Roeser jouent ensemble depuis 1982 ; en 1985 ils forment Urge Overkill - allusion à une phrase dans la chanson Funkentelechy de Parliament,  avec  le batteur Pat Byrne, rencontré à l'université Northwestern de Chicago. Ils revendiquent volontiers les Droogs, groupe fictif apparaissant dans le film Orange mécanique de Stanley Kubrick parmi leurs influences. Ils sortent l'année suivante sur le label Ruthless Records un EP qui n'aura qu'un succès très limité, Strange, I..., produit par Steve Albini (le compagnon de chambre de Kaatrud) dans un style noise hardcore, dont ce dernier s'est fait un spécialiste, tout à fait dans la lignée d'autres productions de la scène indépendante de Chicago à l'époque. Jesus Urge Supersta, un autre LP produit par le même Albini, sort en 1989 chez Touch and Go Records, avec Kriss Bataille à la batterie et toujours avec une touche chaotique affirmée.
Leur album suivant, Americruiser, marque un important changement dans le style du groupe. Jack « Jaguar » Watt remplace Bataille et l'album, produit par Butch Vig (un producteur à succès de rock alternatif, qui a notamment le Nevermind de Nirvana à son actif) et influencé par les Butthole Surfers marque une étape importante de maturité pour le groupe et remporte un succès considérable.
Les albums suivants, notamment The Supersonic Storybook (1991), le plus gros succès du groupe, sont nettement orientés pop rock. Le maxi Stull sort en 1992, totalement par hasard, Tarantino le découvre dans les bacs d'un disquaire londonien, s'enthousiasme pour la reprise de Girl, You'll Be a Woman Soon à tel point qu'il la choisit pour figurer dans la bande originale de son prochain film. Le groupe signe chez Geffen en 1993. La même année le groupe sort Saturation, dans un style rock 'n' roll très classique, voire ringard, qu'on retrouve également dans son successeur Exit the Dragon (1995).

## Discographie

### Albums studio
- 1989 : Jesus Urge Superstar (Touch and Go Records)
- 1990 : Americruiser (Touch and Go Records)
- 1991 : The Supersonic Storybook (Touch and Go Records)
- 1993 : Saturation (Geffen Records)
- 1995 : Exit The Dragon (Geffen Records)
- 2011 : Rock & Roll Submarine (UO Records)
- 2022 : Oui (Omnivore Recordings)

### Singles et EP
- 1986 : Strange, I... (Ruthless Records)
- 1987 : Lineman 7"
- 1990 : Ticket To L.A. 7"
- 1991 : (Now That's) The Barclords 7"
- 1992 : Stull EP
- 1993 : Sister Havana (#6 US Modern Rock, #10 US Mainstream Rock)
- 1993 : Dropout
- 1993 : Bottle of Fur
- 1993 : Positive Bleeding (#23 US Modern Rock, #40 US Mainstream Rock)
- 1994 : Girl, You'll Be a Woman Soon (#11 US Modern Rock, #50 US)
- 1995 : The Break (1995, #34 US Modern Rock)
- 1995 : View of the Rain
- 1995 : Somebody Else's Body

### Compilations
- 1993 : The Urge Overkill Story...Stay Tuned: 1988-1991
- 1994 : Pulp Fiction (bande originale)
- 1994 : No Alternative